# Polisportiva S.S. Lazio Rugby 1927 2018-2019

## TOP12 2018-19

### Stagione regolare
| Incontro              | Andata | Ritorno |
| --------------------- | ------ | ------- |
| Rovigo — Lazio        | 41-8   | 61-24   |
| Lazio — Viadana       | 24-23  | 16-27   |
| Verona — Lazio        | 27-7   | 20-0    |
| Lazio — San Donà      | 13-5   | 19-21   |
| Lazio — Calvisano     | 12-44  | 14-45   |
| Petrarca — Lazio      | 15-12  | 24-14   |
| Lazio — Mogliano      | 22-23  | 22-28   |
| Reggio Emilia — Lazio | 54-10  | 36-27   |
| Lazio — I Medicei     | 30-41  | 35-28   |
| Fiamme Oro — Lazio    | 25-0   | 31-34   |
| Lazio — Valsugana     | 22-21  | 36-31   |

#### Risultati della stagione regolare
| Posizione | G  | V | N | P  | PF  | PS  | DP   | B  | Pen | Pt |
| --------- | -- | - | - | -- | --- | --- | ---- | -- | --- | -- |
| 10ª       | 22 | 6 | 0 | 16 | 365 | 650 | -285 | 10 | 4   | 30 |

### Spareggio retrocessione
| Incontro       | Risultato |
| -------------- | --------- |
| Lazio — Verona | 16-14     |

## Coppa Italia 2018-19

### Prima fase

#### Girone 2
| Incontro              | Andata | Ritorno |
| --------------------- | ------ | ------- |
| Lazio — Reggio Emilia | 18-19  | 7-71    |
| I Medicei — Lazio     | 38-7   | 24-12   |
| Lazio — Viadana       | 19-23  | 15-47   |

#### Risultati del girone 2
| Posizione | G | V | N | P | PF | PS  | DP   | B | Pt |
| --------- | - | - | - | - | -- | --- | ---- | - | -- |
| 4ª        | 6 | 0 | 0 | 6 | 78 | 232 | -154 | 1 | 1  |